# Indonesien i olympiska sommarspelen 1984
Indonesien deltog i de olympiska sommarspelen 1984 med en trupp bestående av 16 deltagare. Ingen av landets deltagare erövrade någon medalj.

## Boxning
Bantamvikt
- Johny Asadoma
  - Första omgången — Bye
  - Andra omgången — Förlorade mot Héctor López (Mexico), knock-out i tredje omgången

## Bågskytte
Herrarnas individuella
- Suradi Rukimin - 2485 poäng (16:e plats)
- Donald Pandiangan - 2374 poäng (43:e plats)